# Saint-Illide
Saint-Illide – miejscowość i gmina we Francji, w regionie Owernia-Rodan-Alpy, w departamencie Cantal.
Według danych na rok 1990 gminę zamieszkiwało 701 osób, a gęstość zaludnienia wynosiła 18 osób/km² (wśród 1310 gmin Owernii Saint-Illide plasuje się na 313. miejscu pod względem liczby ludności, natomiast pod względem powierzchni na miejscu 101.).